# Atonia viduata
Atonia viduata är en tvåvingeart som först beskrevs av Christian Rudolph Wilhelm Wiedemann 1819.  Atonia viduata ingår i släktet Atonia och familjen rovflugor. Inga underarter finns listade i Catalogue of Life.